# Ceroctis
Ceroctis es un género de escarabajos de la familia Meloidae. Las especies que corresponden a este género son:
- Ceroctis achteni Kaszab, 1958
- Ceroctis aliena (Péringuey, 1892)
- Ceroctis amphibia (Marseul, 1873)
- Ceroctis angolana Borchmann, 1940
- Ceroctis antejuncta Kaszab, 1958
- Ceroctis anticebiconjuncta Kaszab, 1958
- Ceroctis anticeunijuncta Kaszab, 1958
- Ceroctis aurantiaca Fairmaire, 1885
- Ceroctis bailundoana Kaszab, 1958
- Ceroctis bambesana Kaszab, 1958
- Ceroctis basibimaculata Kaszab, 1958
- Ceroctis basilewskyi Kaszab, 1958
- Ceroctis benoita Kaszab, 1958
- Ceroctis bilineata Marseul, 1879
- Ceroctis bisbiinterrupta Kaszab, 1955
- Ceroctis bisbilunata Pic, 1908
- Ceroctis bisbirupta Kaszab, 1958
- Ceroctis bisexlutea Kaszab, 1958
- Ceroctis bisquadrimaculata Kaszab, 1955
- Ceroctis bisquinquelutea Kaszab, 1958
- Ceroctis bistlutea Kaszab, 1958
- Ceroctis bistrimaculata Kaszab, 1958
- Ceroctis bohemani Marseul, 1873
- Ceroctis bokapoana Kaszab, 1958
- Ceroctis braunsi Kaszab, 1952
- Ceroctis bunkeyana Pic, 1909
- Ceroctis callewaerti Pic, 1924
- Ceroctis callicera Gerstaecker, 1871
- Ceroctis capensis (Linnaeus, 1764)
- Ceroctis charliersi Kaszab, 1958
- Ceroctis collarti Borchmann, 1940
- Ceroctis colmanti Kaszab, 1958
- Ceroctis comma Kaszab, 1958
- Ceroctis congoana Duvivier, 1890
- Ceroctis connectiva Kaszab, 1958
- Ceroctis curtipennis Pic, 1950
- Ceroctis delogoensis Pic, 1909
- Ceroctis distincta (Péringuey, 1888)
- Ceroctis diversesignata Pic, 1950
- Ceroctis exclamationis Marseul, 1873
- Ceroctis falsa Kaszab, 1958
- Ceroctis falsomultijuncta Kaszab, 1958
- Ceroctis flavobipunctata Kaszab, 1958
- Ceroctis gariepina (Péringuey, 1888)
- Ceroctis ghesquierei Kaszab, 1958
- Ceroctis gilbertae Kaszab, 1958
- Ceroctis groendali (Billberg, 1813)
- Ceroctis gyllenhali (Billberg, 1813)
- Ceroctis heterodera Kaszab, 1957
- Ceroctis interna Harold, 1879
- Ceroctis itokana Pic, 1924
- Ceroctis kabengana Kaszab, 1957
- Ceroctis kanongana Kaszab, 1957
- Ceroctis kapangana Kaszab, 1958
- Ceroctis karroensis Péringuey, 1909
- Ceroctis kasalana Kaszab, 1958
- Ceroctis kazibana Kaszab, 1957
- Ceroctis kiamalwana Kaszab, 1957
- Ceroctis komiana Kaszab, 1958
- Ceroctis korana (Péringuey, 1888)
- Ceroctis kunzuluana Kaszab, 1958
- Ceroctis kwangoana Kaszab, 1958
- Ceroctis kzibana Kaszab, 1958
- Ceroctis lateapicalis Pic, 1950
- Ceroctis laterobimaculata Kaszab, 1958
- Ceroctis leontovitchi Kaszab, 1958
- Ceroctis libengeana Kaszab, 1958
- Ceroctis lomamiana Kaszab, 1958
- Ceroctis lootensi Kaszab, 1958
- Ceroctis lueboana Kaszab, 1958
- Ceroctis luluana Pic, 1924
- Ceroctis lusingana Kaszab, 1957
- Ceroctis lusukuana Kaszab, 1958
- Ceroctis madibirensis Borchmann, 1911
- Ceroctis manowa Pic, 1913
- Ceroctis marshalli Pic, 1903
- Ceroctis matetsiensis Kaszab, 1951
- Ceroctis mayidiana Kaszab, 1958
- Ceroctis medioabrupta Kaszab, 1958
- Ceroctis meridionalis Kaszab, 1958
- Ceroctis monardi Kaszab, 1958
- Ceroctis mukanaana Kaszab, 1957
- Ceroctis mutebana Kaszab, 1958
- Ceroctis ngamensis Pic, 1912
- Ceroctis nigerrima Kaszab, 1958
- Ceroctis nitida Pic, 1950
- Ceroctis ovamboana Kaszab, 1981
- Ceroctis phalerata Erichson, 1843
- Ceroctis pici Borchmann, 1917
- Ceroctis pilosicollis Borchmann, 1940
- Ceroctis posticeabrupta Kaszab, 1958
- Ceroctis postluteorupta Kaszab, 1958
- Ceroctis postrimaculata Pic, 1950
- Ceroctis postunipuncta Kaszab, 1958
- Ceroctis pseudobijuncta Kaszab, 1958
- Ceroctis pubicollis Borchmann, 1940
- Ceroctis quadrifasciata Thunberg, 1791
- Ceroctis regressiva Kaszab, 1958
- Ceroctis rodhaini Pic, 1924
- Ceroctis rufimembris Thomas, 1897
- Ceroctis sampweana Kaszab, 1957
- Ceroctis sancta Kaszab, 1958
- Ceroctis sandoana Kaszab, 1958
- Ceroctis seabrai Pic, 1936
- Ceroctis semivittata Kaszab, 1958
- Ceroctis serricornis Gerstaecker, 1854
- Ceroctis seydeli Kaszab, 1958
- Ceroctis simoni Pic, 1912
- Ceroctis spuria Marseul, 1873
- Ceroctis strangulata Kaszab, 1958
- Ceroctis subbasalis Kaszab, 1958
- Ceroctis subflava Kaszab, 1958
- Ceroctis subhumeralis Kaszab, 1958
- Ceroctis subimmaculata Kaszab, 1958
- Ceroctis submaculosa Kaszab, 1958
- Ceroctis submarginata Pic, 1931
- Ceroctis subnigerrima Kaszab, 1958
- Ceroctis subnigra Kaszab, 1958
- Ceroctis substrangulata Kaszab, 1958
- Ceroctis suturobimaculata Kaszab, 1958
- Ceroctis swartzi (Billberg, 1813)
- Ceroctis tangana Pic, 1950
- Ceroctis tenuepubens Borchmann, 1940
- Ceroctis tinanti Pic, 1931
- Ceroctis triconjuncta Kaszab, 1958
- Ceroctis trifasciata Pic, 1950
- Ceroctis trifurca Gerstaecker, 1854
- Ceroctis trilutea Kaszab, 1958
- Ceroctis tripunctata Borchmann, 1940
- Ceroctis trispila Marseul, 1879
- Ceroctis trizonata (Reiche, 1866)
- Ceroctis tshibambana Kaszab, 1958
- Ceroctis tutshiana Kaszab, 1958
- Ceroctis unijuncta Kaszab, 1958
- Ceroctis vaneyeni Kaszab, 1958
- Ceroctis vellerosa Thomas, 1897
- Ceroctis verdicki Kaszab, 1958
- Ceroctis wittmeri Kaszab, 1983
- Ceroctis wulfi Kaszab, 1958
- Ceroctis yerburyi (Gahan, 1896)